# Волосово (Чеховский район)
Волосово — деревня в городском округе Чехов Московской области, до формирования городского округа входила в состав муниципального образования сельское поселение Стремиловское (до 28 февраля 2005 года входила в состав Стремиловского сельского округа), деревня связана автобусным сообщением с райцентром и соседними населёнными пунктами.

## История

### Волосовский завод металлоизделий
В 1943 году на территории деревни Волосово был создан «Волосовский металлозавод» (с 2001 года ГУП МО "Волосовский завод «Машиностроитель»). Также в период 1943—1956 годов на территории деревни работала Волосовская артель металлоизделий. Завод был закрыт 20 марта 2014 года.

## Население
| 2002 | 2006 | 2010 |
| ---- | ---- | ---- |
| 155  | ↘138 | ↘128 |

## География

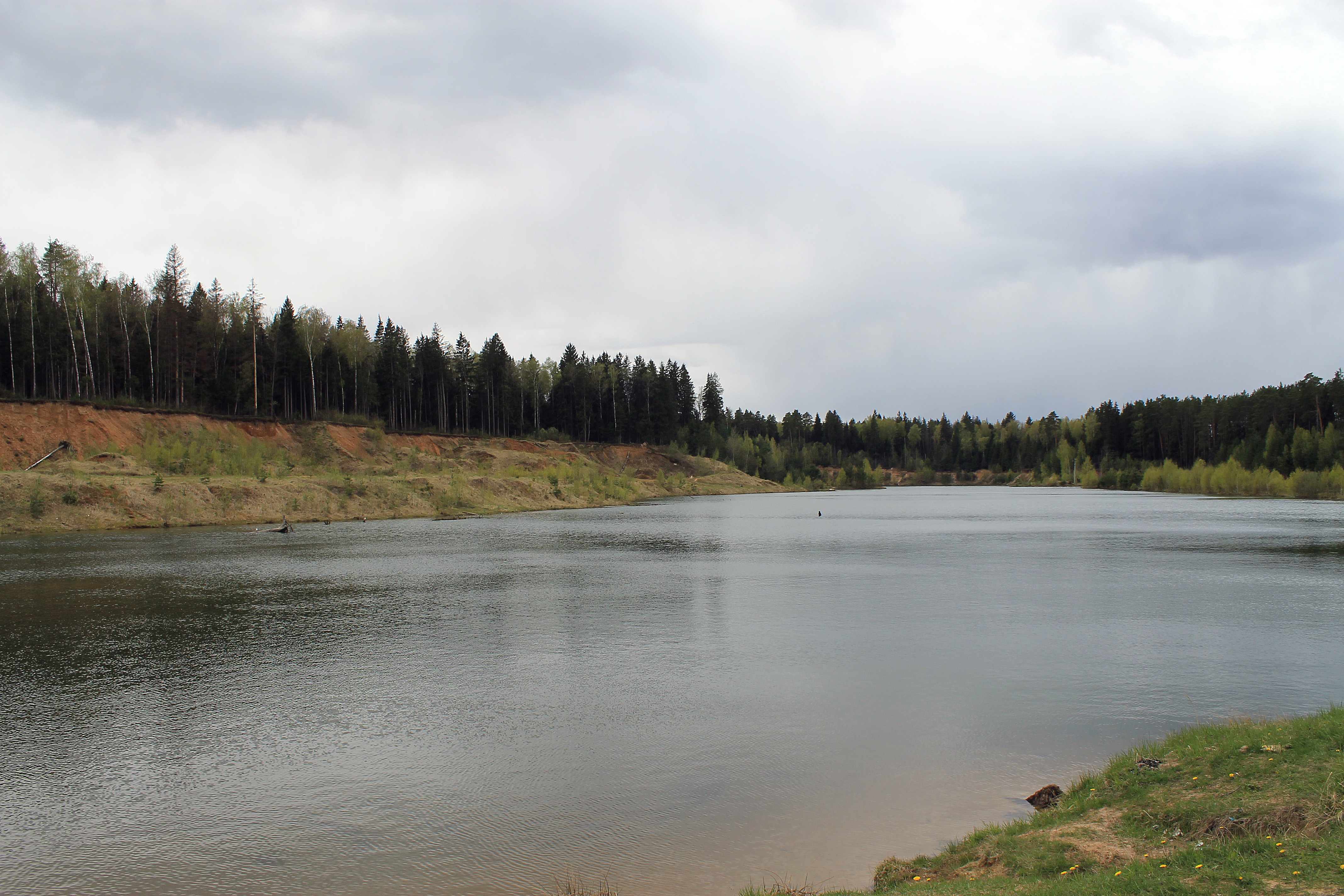
Карьер между деревнями Волосово и Глуховка

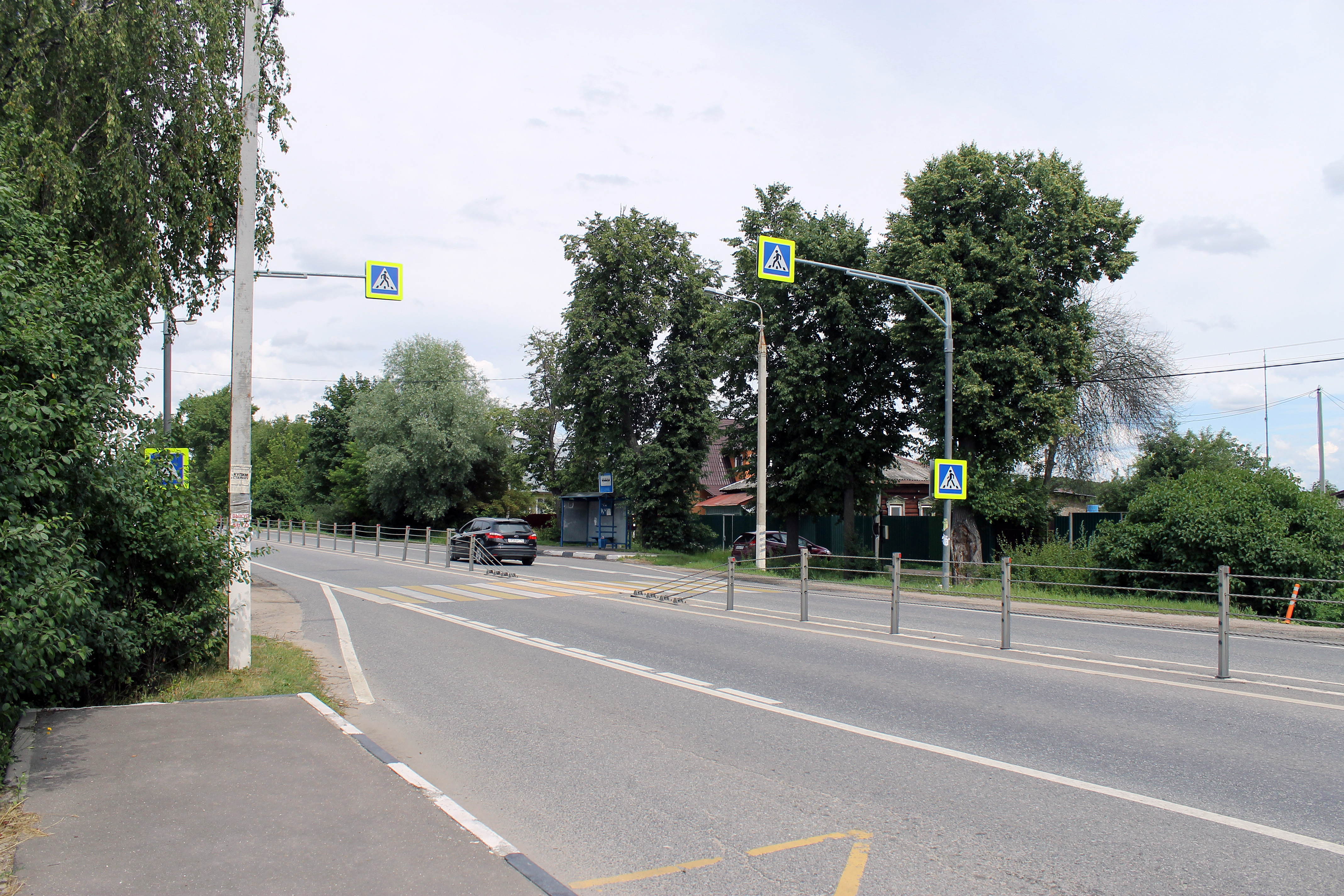
Через деревню проходит Старое Симферопольское шоссе

Волосово расположено примерно в 9 км на юг от Чехова, на старом Симферопольском шоссе, высота центра деревни над уровнем моря — 174 м. На 2016 год в Волосово зарегистрировано 1 улица — Берёзовая, Глуховский проезд и 4 садоводческих товарищества. С западной стороны деревни расположен карьерный пруд (Глуховский карьер).

## Достопримечательности
|  |

|  |  |

В центре деревни, напротив бывшего Волосовского завода, расположены часовня Воскресения Христова и два мемориала с именами погибших жителей во время второй мировой войны.

## Аэродром «Волосово»

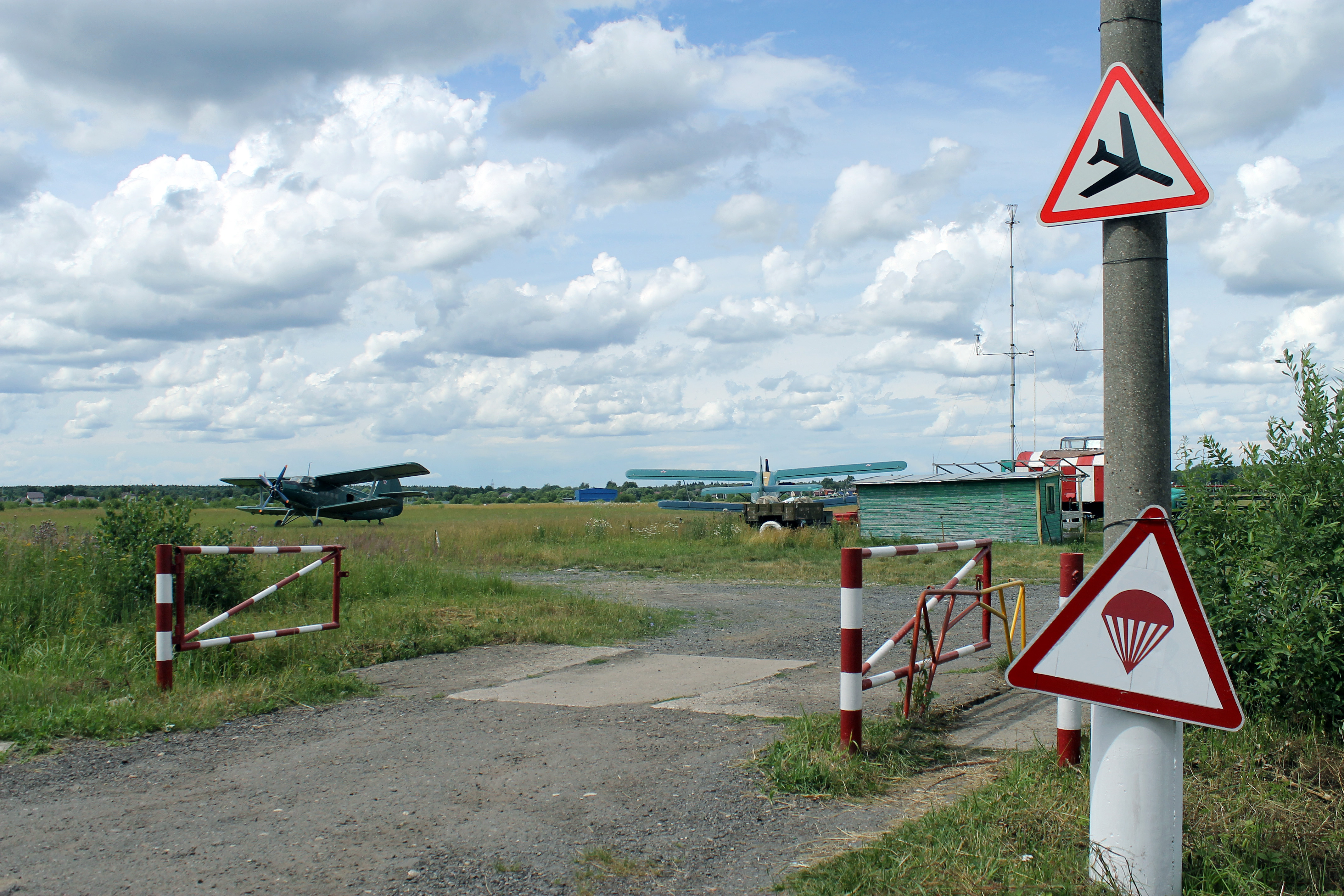
Взлетное поле аэродрома «Волосово»

На восточной окраине деревни расположен аэродром «Волосово», принадлежащий Московскому городскому аэроклубу ДОСААФ России. Аэроклуб был основан в апреле 1947 года указом Президиума Верховного Совета РСФСР под названием 3-го Московского городского аэроклуба ДОСААФ СССР. Основная специализация аэроклуба — тренировка прыжков с парашютом (одиночные, в тандеме), а также ознакомительные полёты на Ан-2.
Волосовский лётный комплекс в годы второй мировой войны являлся аэродромом НКВД. С секретной миссией с территории Лопасненского района самолёты взмывали за линию фронта, в тыл фашистов с разведчиками, диверсантами, специалистами и грузами для партизан. С аэродрома Волосово был заброшен в тыл врага известный советский разведчик, Герой Советского Союза Николай Кузнецов — по легенде обер-лейтенант вермахта Пауль Зиберт, лично ликвидировавший 11 генералов и высокопоставленных чиновников оккупационной администрации нацистской Германии. С осени 1943 года аэродром перешёл в резерв Ставки Верховного Главнокомандования. До конца войны здесь формировались новые и получали пополнение побывавшие в боях полки штурмовиков Ил-2 и истребителей Як-9 перед отправкой на фронт.

## Известные жители деревни
- Соймонов Фёдор Иванович (1692 — 1780) — российский гидрограф, путешественник, прокурор, губернатор Сибири в 1757—1766 годах. Умер в Волосово в своём имении 11 июля 1780 года [19].